# André Félix Roberty
Pour les articles homonymes, voir Roberty.
André Félix Roberty, né le 2 décembre 1877 à Paris, où il est mort le 12 mars 1963, est un peintre français.

## Biographie
André Félix Roberty naît le 2 décembre 1877 à Paris
Vers 1895 environ, il devient élève de Fernand Cormon dans son atelier privé du Boulevard de Clichy. Après 1897, il est l'élève de Fernand Humbert à l'École des Beaux-Arts. Il expose à Paris au Salon des Artistes.
Il meurt en 1963.

## Œuvres
- Nu[2].
- Portrait d'Henri Person[2].